# Titan (cartier)

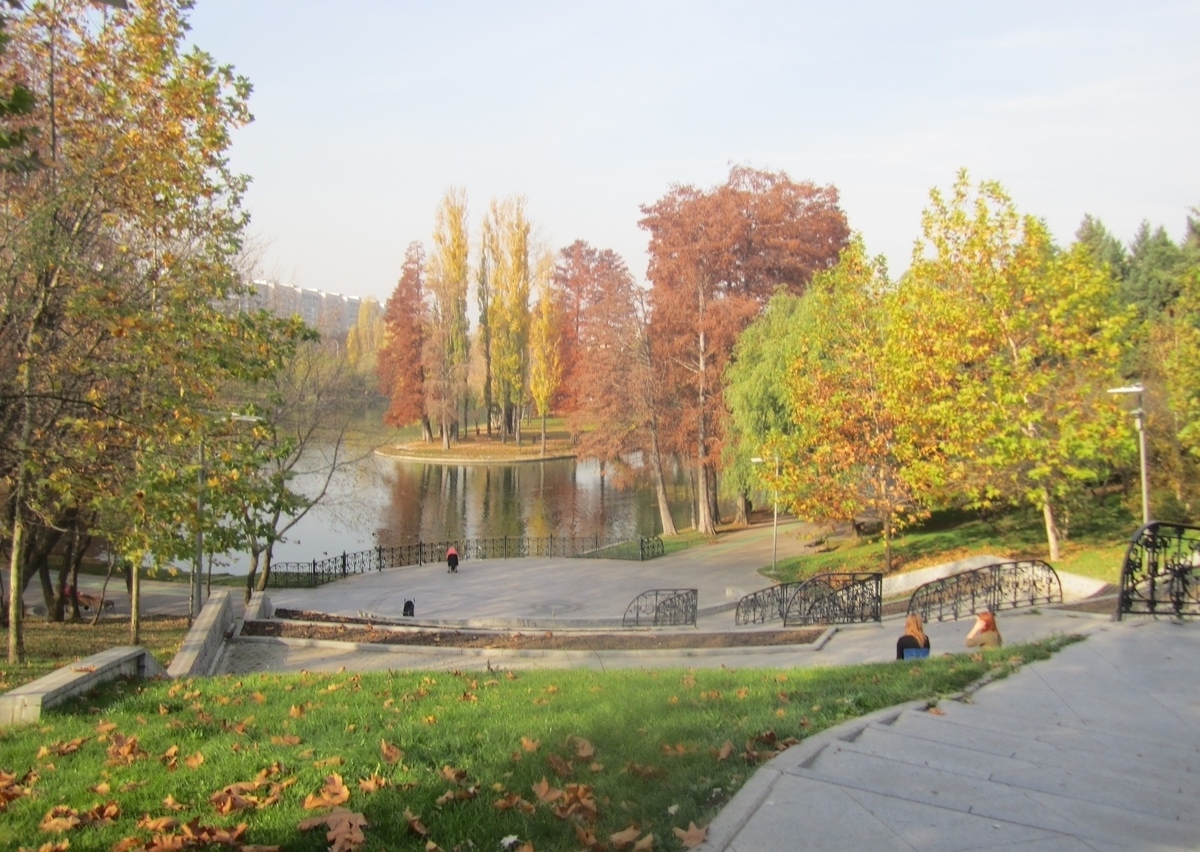
Parcul Alexandru Ioan Cuza

Titan este un cartier situat în sectorul 3 al Bucureștiului, în zona sud-estică a capitalei.
Denumirea sa se trage din mitologia greacă, unde era utilizată pentru a denumi copiii zeilor Uranus și Gaea, denumire preluată de o fabrică de ciment din zonă, de la începutul secolului al XX-lea.
Odată cu anii ’50 începe etapa de dezvoltare a cartierului Titan. În contextul unei crize acute de locuințe, zona Titan era o alegere perfectă pentru dezvoltarea orașului, întrucât spațiul era foarte puțin construit. Motorul dezvoltării zonei Titan a fost înființarea unor mari unități industriale în vecinătate. Construcția a durat până în anii ’70, când a fost amenajat și Parcul Alexandru Ioan Cuza în jurul lacului Titan. 
Cartierul are un centru comercial (Galeriile Titan) un mall (Park Lake), ștrandul Titan, un centru de agrement pentru locuitorii zonei și Parcul Alexandru Ioan Cuza (fost IOR), unul din cele mai mari parcuri din București cu o suprafață de peste 85 de hectare. Datorită terenului înălțat ce oferă o bună protecție împotriva inundațiilor, dar și "autostrăzii soarelui" (denumire dată de municipalitate autostrăzii construite în anul 2006 ce leagă capitala de stațiunile situate pe litoralul românesc), el cunoaște o continuă dezvoltare și în domeniul imobiliarelor.
În 2011, a fost anunțată construcția unui proiect controversat în parcul Cuza, care potrivit organizațiilor nonguvernamentale, va dăuna una din cele mai mari zone verzi din capitală. 

## Istoric
Cartierul Titan – Balta Albă din București are în spate o poveste fascinantă pe care puțini o mai știu astăzi. Se spune că, în urmă cu multă vreme, aici erau aduse trupurile neînsuflețite ale celor răpuși de ciumă, după care acestea erau stropite cu var nestins.Cartierul Titan – Balta Albă este localizat în parte estică a Bucureștiului și a fost construit prin înglobarea fostei comune Dudești – Cioplea. 
Vechea comună era locuită de țărani români împroprietăriți ca urmare a reformei agrare a lui Alexandru Ioan Cuza, precum și de țărani bulgari colonizați aici după războiul ruso-turc din 1806 – 1812. Numele de Balta Albă, susțin unii istorici, provine din timpul epidemiei de ciumă din anul 1813, atunci când o mulțime de oameni și-au pierdut viața. Se spune că în zona actualului cartier erau aduse trupurile neînsuflețite ale celor uciși de ciumă, după care acestea erau stropite cu var nestins. Morții erau duși la marginea comunei Dudești – Cioplea și, în momentul în care ploua, o baltă albă imensă se forma aici. O altă versiune a istoriei numelui cartierului ține de o cârciumă care exista în anul 1900. Se spune că un bărbat pe nume Petre ar fi fost proprietarul localului și că în apropierea acestuia ori de câte ori ploua se forma o baltă. Sub razele soarelui, balta părea albă. În schimb, numele de Titan ar fi fost folosit abia la începutul secolului XX, atunci când în cartier a fost înființată Fabrica de ciment Titan. 
Principalul motor al dezvoltării zonei Titan a fost înființarea unor mari unități industriale în această zonă sau în imediata ei vecinătate. Astfel, planuri mai vechi ale orașului atestă existența unei Fabrici de frânghii și curele și a Fabricii de cărămidă „Flax”. Desigur cel mai important pol industrial din zona îl reprezintă Fabrica de locomotive Nicolae Malaxa – S.A.R., redenumită în urma naționalizării „Uzinele 23 August” și Fabrica de țevi Nicolae Malaxa, devenită după naționalizare „Republica”. Odată cu anii ’50 o nouă etapă începe în istoria cartierului Titan. În contextul unei crize acute de locuințe, zona Titan era o alegere perfectă pentru dezvoltarea orașului. Spațiul era foarte puțin construit și deci necesita doar în mică măsură demolari iar un alt avantaj era reprezentat de  apropierea sa de zona industrială. Majoritatea blocurilor existente astăzi în cartierul Titan au fost construite în această primă etapă de construcție ce a durat până aproape de anii ’70 . Tot atunci a fost amenajat parcul Titan pe locul unor foste gropi de nisip. O nouă gandire a dezvoltării urbane începe odată cu anii ’70. Pe linie politică, urbanismul liber este criticat și eliminat total din proiectare. Aceasta se traduce în cazul ansamblurilor existente construite din anii ’60, precum cartierul Balta Albă-Titan, prin îndesirea construcțiilor și inserarea de blocuri noi de locuințe în spațiile rămase libere între blocuri. Dupa ’89, multe dintre terenurile rămase în proprietate privată din cartier au fost construite haotic. Totuși, indiferent de schimbările survenite în ultimii ani, cartierul a reușit să-și păstreze unitatea și rămâne unul dintre cartierele atractive ale Capitalei.

### Formarea Parcului IOR (Alexandru Ioan Cuza)
Parcul IOR actualmente Parcul Alexandru Ioan Cuza este situat în partea central-estică a Bucureștiului, în sectorul 3, în perimetrul delimitat de străzile Camil Ressu, Liviu Rebreanu, Câmpia Libertății, Constantin Brâncuși, Baba Novac și Nicolae Grigorescu. Este locul de recreere pentru locuitorii cartierelor Titan, Dristor.
Cu o suprafață de aproximativ 85 Ha, este unul dintre cele mai mari parcuri din București. Amenajarea parcului a început în 1965 și s-a terminat cinci ani mai târziu. Înainte de amenajare, secțiunea dinspre str. Baba Novac purta denumirea de "Reconstrucții", iar sectorul dinspre Bd.Camil Ressu (fost Ion Șulea) se chema "Flax".
În acest parc se află Biserica "Pogorârea Sfântului Duh" construită din lemn în stil maramureșan între anii 1994-1996.
Acronimul unuia dintre numele alternative ale parcului, IOR, provine de la numele fabricii Întreprinderea Optică Română, aflată în vecinătate. În parc se află Lacul Titan, un lac de origine artificială despărțit de podul Liviu Rebreanu în două segmente, numite Lacul Titan 1 și Lacul Titan 2. Pe lac există cinci insule, numite „Insula Pensionarilor”, „Insula Artelor”, „Insula Câinilor”, „Insula Pescarilor” și „Insula Rațelor.
Amenajarea Parcului Alexandru Ioan Cuza (cunoscut sub numele de Parcul IOR) din sectorul 3 a început în jurul anilor '70, în vremea dictatorului Nicolae Ceaușescu, și ani de-a rândul a fost locul preferat de locuitorii cartierelor din apropiere. Parcul are o suprafață impresionantă, în jur de 80 de hectare, cu tot cu bijuteria care se află în inima acestuia: lacul natural, după cum povestește Ioan Sârbu, profesor de hidrologie al Facultății de Geografie din București. Despre lacul din mijlocului parcului nu există multe informații, iar printre puținele lucruri cunoscute este faptul că acesta a luat ființă datorită unor izvoare naturale. Potrivit hidrologului, lacul natural din parcul IOR s-a născut din izvoarele naturale, dar și din apa provenită din precipitații. Lacul Parcului Alexandru Ioan Cuza, fostul IOR, este împărțit, simbolic, cu ajutorul unui pod. Una dintre părțile lacului, numită și Flax, în urmă cu zeci de ani era o sursă de distracție pentru mulți locuitori din apropiere, după cum își amintește unul dintre cei care își petreceau zile întregi pe malul lacului sau scăldându-se ca într-o piscină. „Existau foarte multe persoane care își petreceau concediul stând la plajă și bălăcindu-se pe Flax“ , adaugă bărbatul. În urmă cu ani buni, cel mai înalt deal din parcul Alexandru Ioan Cuza era insulă, pentru că locul prin care oamenii se pot plimba, astăzi, pe gazonul verde, era acoperit de apă. Doar vârful dealului răsărea din apă, fiind cunoscut ca micuța insulă de pe Flax.

## Transport
Tramvai: 1, 4, 10, 19, 23, 27, 40, 49, 55.
Autobuz: 101, 102, 123, 135, 243, 246, 253, 311, 330, 335, 405, 408, 455, 460, 472, 637, N104, N109, N111.
Troleibuz: 70, 79.
Metrou: Titan, Nicolae Grigorescu, Costin Georgian, Anghel Saligny.